# Ismael Nery
Ismael Nery (Belém, 9 ottobre 1900 – Rio de Janeiro, 6 aprile 1934) è stato un pittore brasiliano.

## Biografia

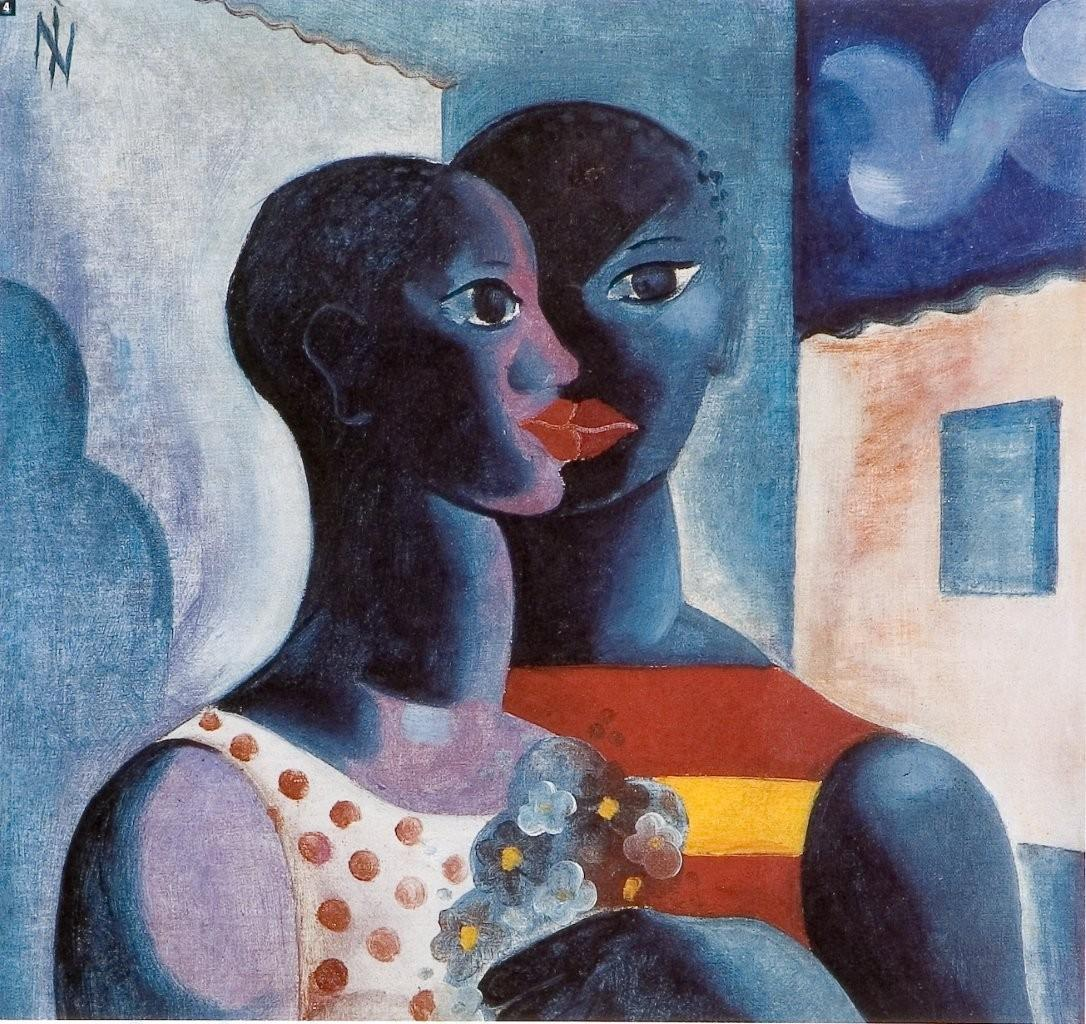
Namorados, olio su tela, 1927

Giunto in Francia nel 1920, fu tra i primi pittori surrealisti del Brasile, ma serbò la stilizzazione delle figure e la probità composita del cubismo. Le sue opere figurano al Museo d'Arte di San Paolo del Brasile e in varie collezioni private.